# 卡尔图克农村居民点
卡尔图克农村居民点（俄语：Калтукское сельское поселение）是俄罗斯联邦伊尔库茨克州布拉茨克区所属的一个农村居民点。其下辖有2个居民点，行政中心为卡尔图克。据2016年统计，该农村居民点的人口为1582人。